# Колпино
Ко́лпино — город в составе Колпинского района города федерального значения Санкт-Петербург, внутригородское муниципальное образование, город воинской славы России (с 5 мая 2011 года). Главное предприятие города — «Ижорские заводы». Население — 147 179 чел. (2025).
Расположен на Приневской низине, на реке Ижоре (левый приток Невы), в 26 км к юго-востоку от исторического центра Санкт-Петербурга. Одноимённая станция находится на железнодорожной магистрали Москва — Санкт-Петербург.
Основан в 1722 году как рабочая слобода при пильной мельнице. В 1912 году получил статус города. В 1927 году стал центром Колпинского района Ленинградской области. В 1930 году этот район был упразднён, и с выделением части территории района в Тосненский район вошёл в состав Ленинградского Пригородного района. В 1936 году вновь стал центром Колпинского района, на этот раз подчинённого городскому совету Ленинграда.
День города Колпино отмечается каждый год в первую субботу сентября.

## Физико-географические сведения

### Рельеф и геологическое строение
Город расположен на Приневской низменности по левому берегу реки Невы и в нижнем течении реки Ижоры.
В палеозое 300—400 миллионов лет назад вся эта территория была покрыта морем. Осадочные отложения того времени — песчаники, пески, глины, известняки — покрывают мощной толщей (свыше 200 метров) кристаллический фундамент, состоящий из гранитов, гнейсов и диабазов. Современный рельеф образовался в результате деятельности ледникового покрова (последнее Валдайское оледенение было 12 тысяч лет назад). После отступления ледника образовалось Литориновое море, уровень которого был на 7-9 м выше современного. Четыре тысячи лет назад море отступило и образовалась долина реки Невы. Долина сложена озёрно-ледниковыми и постледниковыми отложениями. Последние 2,5 тысячи лет рельеф почти не менялся.

### Климат
Климат в Колпине умеренный и влажный, переходный от морского к континентальному. Продолжительность дня меняется от пяти часов 51 минуты в зимнее солнцестояние до 18 часов 50 минут в летнее солнцестояние. Для города характерна частая смена воздушных масс, обусловленная в значительной степени циклонической деятельностью. Летом преобладают западные и северо-западные ветры, зимой — западные и юго-западные. Климат Колпина аналогичен климату Санкт-Петербурга.
Годовые показатели температуры воздуха и осадков:
| Показатель                    | Янв.  | Фев.  | Март  | Апр.  | Май  | Июнь | Июль | Авг. | Сен. | Окт.  | Нояб. | Дек.  | Год   |
| ----------------------------- | ----- | ----- | ----- | ----- | ---- | ---- | ---- | ---- | ---- | ----- | ----- | ----- | ----- |
| Абсолютный максимум, °C       | 8,6   | 10,2  | 14,9  | 25,3  | 30,9 | 37,7 | 35,3 | 33,5 | 30,4 | 21,0  | 12,3  | 10,9  | 35,3  |
| Средний суточный максимум, °C | −2,3  | −1,4  | 4,1   | 9,2   | 16,1 | 20,5 | 22,2 | 20,6 | 14,6 | 8,5   | 1,8   | −0,7  | 9,4   |
| Средняя температура, °C       | −6,1  | −6    | −1,4  | 4,4   | 10,9 | 15,8 | 18,1 | 16,4 | 11,0 | 5,6   | −0,1  | −3,9  | 5,4   |
| Средний суточный минимум, °C  | −7,9  | −7,7  | −2,9  | 1,6   | 7,1  | 11,9 | 14,0 | 13,0 | 8,0  | 3,7   | −2,1  | −5,5  | 2,8   |
| Абсолютный минимум, °C        | −35,9 | −35,2 | −29,9 | −21,8 | −6,6 | 0,1  | 4,9  | 1,3  | −3,1 | −12,9 | −22,2 | −34,4 | −35,9 |
| Норма осадков, мм             | 40    | 31    | 35    | 33    | 38   | 64   | 78   | 77   | 67   | 65    | 56    | 49    | 633   |

### Почвы, растительность и животный мир
До основания города территория была покрыта хвойными лесами (сосновыми и еловыми) с примесью широколиственных пород и низинными болотами. Преобладают суглинистые торфяно-глеевые почвы. В результате интенсивной хозяйственной деятельности естественный ландшафт повсеместно уступил место культурному. Теперь здесь преобладают сельскохозяйственные угодья с небольшими участками вторичных осиновых и берёзовых лесов, ольшаников и ивняков. В окрестностях города, а иногда и в спальных районах, встречаются лиса, заяц-русак и ондатра, а также обыкновенный ёж. В городе водится большое количество птиц, пресмыкающихся и беспозвоночных.

### Экология

#### Воздух
Все крупные предприятия Колпина находятся восточнее и севернее жилой части города.
В Санкт-Петербурге, в состав которого входит Колпино, летом преобладают западные и северо-западные ветры, зимой западные и юго-западные. Поэтому промышленные загрязнения, как правило, сносятся ветром от жилой части.
На юго-востоке менее чем в пяти км находится полигон «Красный Бор» с токсичными отходами, при этом роза ветров направлена именно на жилые кварталы Колпина. При плановой термической обработке карт полигона (выпаривание лишней влаги), дым и запах достигают городских квартир.
Главным загрязнителем воздуха экологи считают Усть-Ижорский фанерный комбинат (оксид углерода).

#### Вода
Воды реки Ижора, делящей Колпино пополам, характеризуются как загрязнённые. Имеющийся запрет Роспотребнадзора на купание в Ижоре (загрязнение реки ионами металлов в 3-6 раз превышает ПДК) повсеместно нарушается. Анализ воды Ижоры, других петербургских рек и стоков очистных сооружений Колпина, выполненный Гринписом в мае 2008 года, показал, что ПДК для опасных веществ превышены в десятки и сотни раз; среди прочих в воде обнаружены ртуть, нефтепродукты, свинец, ацетон, хлороформ.
В Ижору через девять стоков ежегодно попадает около 39 млн кубометров сточных вод, в основном это отходы от бытовых нужд.

- Комсомольский канал
- Троицкий собор на берегу Ижоры, 
Большой Ижорский мост
- Старый мост через Ижору, вид на Ижорский завод, рядом стык улиц Соборной и Загородной
- Раумская улица

## Демография
| 1852     | 1862     | 1871     | 1897     | 1910     | 1920     | 1923     | 1926     | 1932     |
| -------- | -------- | -------- | -------- | -------- | -------- | -------- | -------- | -------- |
| 5261     | ↗5505    | ↗6000    | ↗12 241  | ↗16 000  | ↘11 343  | ↗13 325  | ↗17 200  | ↗31 000  |
| 1933     | 1936     | 1939     | 1941     | 1959     | 1970     | 1975     | 1976     | 1979     |
| ↗34 200  | ↗35 000  | ↗37 648  | ↗59 000  | ↘34 781  | ↗70 178  | ↗102 000 | →102 000 | ↗113 732 |
| 1986     | 1987     | 1989     | 1991     | 1992     | 1993     | 1994     | 1997     | 2002     |
| ↗131 000 | ↗134 000 | ↗141 457 | ↗145 000 | →145 000 | ↘144 000 | ↘143 000 | ↘142 000 | ↘136 632 |
| 2010     | 2012     | 2013     | 2014     | 2015     | 2016     | 2017     | 2018     | 2019     |
| ↗138 979 | ↗140 437 | ↗143 103 | ↗144 412 | ↗144 801 | ↘144 288 | ↗144 901 | ↗145 721 | ↗147 965 |
| 2020     | 2021     | 2023     | 2025     |          |          |          |          |          |
| ↗149 156 | ↘142 108 | ↗143 914 | ↗147 179 |          |          |          |          |          |

По данным Федеральной службы государственной статистики по Санкт-Петербургу, численность населения в Колпине на 01.01.2008 года составила 143,8 тысячи человек, в том числе мужчин — 65,8 тысячи, женщин — 78 тысяч. Общий коэффициент рождаемости в 2008 году увеличился и составил 9,9 на 1000 человек населения. Несмотря на увеличение рождаемости и уменьшение показателя естественной убыли населения, динамика населения пока остаётся отрицательной, то есть число умерших превышает число родившихся. Острейшей демографической проблемой является проблема низкой продолжительности жизни, во многом обусловленной высоким показателем смертности граждан (особенно мужчин) трудоспособного возраста. Основные причины в структуре смертей: смерти от болезней органов кровообращения (60,4 % всех смертей), смерть от новообразований (17,1 %), от несчастных случаев, травм и отравлений (9,8 %).

## Органы власти
Из всех 111 муниципальных образований Санкт-Петербурга Колпинское — самое большое. История местного самоуправления началась в 1881 году, когда в Колпине появилась Посадская Дума. Современный орган местного самоуправления — Муниципальный совет — функционирует с 1998 года. Совет состоит из 20 депутатов. Действующий 6-й созыв избран в 2019 году. В совете представлены политические силы: партия «Единая Россия» — 14 депутатов, партия «Справедливая Россия» — два депутата, партия «Яблоко» — два депутата, партия «ЛДПР» — один депутат.
В городе находится администрация Колпинского района. Место главы администрации района с апреля 2022 года по июнь 2025 года занимала Логвиненко Юлия Валерьевна. С 27 июня 2025 года должность вакантна. Врио главы занимает Гордей Николай Николаевич.

## История

### История до 1722 года
Земля, на которой теперь стоит Колпино, издревле входила в Водскую пятину Великого Новгорода. Пятины в свою очередь делились на погосты. В Никольско-Ижорском и Спасо-Городецком погостах коренными жителями были водь, ижора, весь, а также жили ссыльные шведы и латыши. Основным занятием населения здесь были земледелие — выращивали рожь, овёс, ячмень, лён. Существенную роль в хозяйстве играли также животноводство, охота и рыболовство. В переписной книге Водской пятины XV века упоминается «Рядок на рце Ижер», где была торгово-промышленная база новгородцев. Центром Никольско-Ижорского погоста было село в излучине Ижоры (район современной Ям-Ижоры). Здесь имелись деревянный Никольский храм и большой двор князя Ивана Ивановича Тёмкина-Ростовского.
Первое поселение на территории города возникло в 1710 году, когда на реке Ижоре, в 11 верстах от устья (сегодня на этом месте располагается совхоз им. Тельмана), по приказу князя Меншикова возвели плотину и перенесли вододействующую пильную мельницу для распиловки леса, идущего на строительство кораблей.

### Возникновение поселения
«Ижорскую мельницу в два или три года в место ниже, и именно тут, где ныне лежит известь и амбар, дабы с Невы удобнее лес уже по Ижоре переводитца». 22 мая 1719 года
В 1722 году была отмежёвана территория от плотины в обе стороны на 250 саженей и по версте вверх и вниз по Ижоре. На этом месте и возникло Колпино. Были построены казармы для мастеровых и рабочих, а для командующего мельницей и мельничного мастера — четыре светлицы. Новая пильная мельница, заложенная на месте, определённом указом, положила начало развитию появившихся вскоре при ней производств — железных, медных, якорных и молотовых заводов.

### Поселение в XVIII — начале XX века
Заводы, состоявшие в морском ведомстве, комплектовались рекрутами, по мере развития работ. Рекруты, поступив на завод, вступали в брак и селились на заводской земле. Дети их числились кантонистами и после обучения в заводской школе поступали в число рабочих. Рабочие, выходя по выслуге лет в отставку, оставались навсегда в Колпине, а способные к работам служили на заводе по вольному найму. Так образовалось население Колпино. В 1785 году в поселении имелось уже 87 дворов. Река Ижора делила Колпино на две части. На правом берегу располагалась Колпино-Никольская слобода, представлявшая собой широкую длинную улицу, застроенную домами с четырёхскатными крышами. Там жили заводские мастера и подмастерья. На левом берегу разлива реки Ижоры раскинулась Чухонская слобода, где жили преимущественно работные люди и ссыльные мастеровые, которые использовались на самых тяжёлых работах. В стороне от разлива, также на левом берегу, начала строиться Новая слобода.

«§ 1057. Колпино, также Колпинское село, при Ижоре, в 8 верстах выше её устья, в 26 верстах от Санкт-Петербурга, есть большое село с прекрасною каменною церковью и 2 высокими башнями. Оно имеет примечания достойные заводы Кронштатского Адмиралтейства, для которых изо всей Ижоры помощию плотины сделано озеро. Заводские строения суть деревянные и старые, ныне же срываются и строятся каменные. Здесь есть: шесть голландских пильных мельниц; шесть цементных мельниц, каждая с шестью ступами, помощью коих толкут кирпич и просеивают через большие железные решеты (для смешивания оного при водяном строении с цементом); якорная и другая кузница для крупных работ с рычагами; простая кузница со многими горнами; литейный дом для железа и меди на дроги, колеса, оси, медные доски и пр.; мастерская для медников; медная молотовая и разные меньшие учреждения. Все сии заведения управляются конторою адмиралтейства и имеют под смотрением одного английского и одного немецкого мастера около 300 работников, которые из негодных рекрутов берутся. Произведения заводов нагружаются пониже оных на барки и перевозятся таким образом в Кронштат.» 1794 год.
В 1805 году по указанию К. К. Гаскойна была построена главная плотина (ныне бульвар Свободы). Дно Ижоры было углублено и очищено, а для регулирования уровня воды и отвода избыточных паводковых вод в 1805 году был прорыт левобережный полукруглый канал и в 1806 году завершено строительство деревянной плотины, завершающей канал.
Первое же наводнение 1807 года прорвало главную плотину. Инженер-генерал А. Я. Вильсон спроектировал построенные в Колпине дополнительные гидротехнические сооружения. Посему, во-первых, в 1809 г. был прорыт ещё один канал — прямой (с 1921 года Комсомольский канал), соединяющий разлив реки Ижоры с её притоком — Малой Ижоркой (по-старому Харламов ручей). Во-вторых, была возведена третья Колпинская плотина на Малой Ижорке. На основе главной плотины с 1903 по 1964 годы на заводе работала гидроэлектростанция.
По данным на 1852 год, в Колпине проживало: православных мужчин 1833 человека, а женщин — 874, католиков соответственно 288 мужчин и 10 женщин, лютеран — 139 и 51, реформатов — 11 и 7, евреев — 134 и 79, магометан — 11 и 9. Всего вместе с детьми в Колпине проживало 5261 человек.
В 1897 году по инициативе начальника заводов открылась бесплатная библиотека (через четыре года в ней уже было около двух тысяч книг). В том же году напротив заводов построен театр, где летом давались драматические и оперные представления. До 1878 года село Колпино находилось в ведении начальника Адмиралтейских Ижорских заводов, затем передано в гражданское ведомство и обращено в посад Царскосельского уезда, с 1912 года — город.
В 1910 году в Колпине насчитывалось 16 тысяч жителей, каменных домов стало около 30 (дома чиновников, торговцев, духовенства), остальные же были деревянными. Здесь стояла казачья сотня и находилась пересыльная тюрьма. К 1917 году в городе три православные церкви: Святой Троицы (морского ведомства; построена 1758—1773, не сохранилась), Вознесения Господня (1897—1901, в 1991 возвращена верующим), Церковь Николая Чудотворца на Колпинском кладбище (1813—1815, не сохранилась) и католический костёл (1890—1894, не сохранился); начальное училище при Ижорском заводе, мещанская школа, реальное училище, заводская больница, Морское собрание, благотворительное общество, детский приют Св. Николая Чудотворца, богадельня, добровольное пожарное общество и другое.

- Старое Колпино
- Железнодорожный вокзал в Колпине. 
Фото начала 1890-х годов
- Приют Св. Николая Чудотворца 
(ныне Школа искусств им. П. И. Чайковского на Комсомольском канале). 
Фото 1900-х годов
- Вид с собора Святой Троицы на Никольскую улицу (ныне Красная улица). Второй дом за мостом — кабак (в советское время — Районный дом пионеров, затем Муниципальный совет города). Вдали в центре — финская деревня Мокколово (ныне Парк Культуры и отдыха). Фото 1910-х годов
- Вид на Царскосельский проспект (ныне проспект Ленина) с башни Заводоуправления. Справа — Городская больница, Слева — Морское собрание, вдали слева церковь Вознесения Господня. 
Фото 1914 года

### Советский период
9 мая 1918 года советская власть впервые применила оружие против пролетариата, расстреляв в Колпине рабочих, протестовавших против политики большевиков.
На 15 мая 1923 года в городе проживало 13 325 человек, из них — 6177 мужчин. Число строений составляло 3438, жилых квартир — 3151, число семей — 3162. По главным отраслям труда население распределялось: в сельском и лесном хозяйстве работали 20 человек, в фабрично-заводской промышленности — 2665, кустарной и ремесленной промышленности — 20, на железнодорожном транспорте — 306, в прочих отраслях транспорта — 21, в торговле и трактирном промысле — 182, в государственных и общественных учреждениях — 430, в прочих отраслях — 122 человека.
В 1920—1930-х годах в Колпине построены кирпичный завод «Победа» (1928 год), хлебозавод (1933 год), школы, фабрика-кухня, новые жилые дома, проведён Невский водопровод (1931) из двух водоводов протяжённостью по 6 км, открыты механико-машиностроительный техникум, школа ФЗУ, ремесленное училище, 2 кинотеатра, 3 клуба, 3 больницы, стадион. Больница обслуживалась одной машиной скорой медицинской помощи. Работали одна телефонная станция на 300 номеров, три почтовых и телеграфных предприятия, одна аптека. Уборка улиц производилась с помощью лошадей, до войны их было 20. В 1939 году поступила одна поливальная машина. К водопроводу было присоединено 125 домостроений и 52 уличных водоразборных колонки. Началось строительство канализационной сети. В 1937 году открыт памятник красногвардейцам Колпина.
По постановлению президиума Леноблисполкома и Ленсовета от 19 августа 1936 года город Колпино, входивший в упразднённый тем же постановлением Ленинградский Пригородный район Ленинградской области, был переподчинён Ленинградскому Совету. С этого момента Колпино является частью Ленинграда (Санкт-Петербурга).
В ходе репрессий 1937—1938 годов было расстреляно 334 колпинца.
С началом Великой Отечественной войны в Колпине формировались части народного ополчения, 24 августа — 4 сентября 1941 года из рабочих завода был сформирован Ижорский батальон. Линия фронта проходила в непосредственной близости от территории завода, который подвергался вражеским артобстрелам (к 1944 году в Колпино из 2183 домов сохранилось 327). В кварталах Колпина и на его бульварах разорвалось 140 939 снарядов и 436 авиабомб. По далеко не полным данным за время войны от артиллерийских обстрелов и голода в Колпинском районе погибло 4600 человек, не считая погибших на фронте. Разрушения были столь катастрофическими, что некоторые архитекторы предлагали строить завод и город на новом месте. К 1 января 1944 года в Колпине осталось всего 2196 жителей. После снятия блокады люди постепенно возвращались из эвакуации, из армии. На 1 января 1945 года население составило 7404, к началу следующего года — 8914 человек. Боям под Колпином посвящено стихотворение Александра Межирова «Мы под Колпином скопом стоим».
Разыскания, проведённые Ижорским заводом и Ленгипромезом, показали, что «60% зданий и сооружений разрушено, а повреждения большинства оставшихся составляют от 30 % до 45 %», ряд цехов был разрушен полностью. В 1942 году часть оборудования завода, которую не успели эвакуировать в восточные районы страны, была перевезена на площадки ленинградских предприятий. Трубопрокатный стан «Штифель» с октября 1942 года был запущен на ленинградском заводе «Центролит». В 1945—1946 годах на завод было возвращено вывезенное оборудование. После демонтажа на «Центролите» и переносе оборудования возобновился выпуск труб на стане «Штифель» на Ижорском заводе в сентябре 1945 года. В 1944 году ЦК ВКП (б) и Совнарком подписали постановление о восстановлении завода, в первую очередь нужно было пустить мартеновские печи. Рабочие строительной организация «Ижорстрой» и завода работали по 14 часов и более, добившись того, что первым днём плавки в мартеновской печи шихтового цеха стало 27 июня 1944 года. Труд ижорцев по возрождению своего завода был назван фронтовым подвигом в газете «Смена» от 31 декабря 1944 года. Правительством было решено, что Ижорский завод будет продолжать выпускать свою главную продукцию, а именно: бронекорпуса танков. Проектное задание Ленгипромезу по восстановлению завода весной 1945 года составлял начальник военно-строительного управления ЛВО Н. М. Попов.
В августе 1944 года, после перерыва в 32 месяца, из типографии вышел выпуск газеты «Ижорец». В 1946 году в Зеленогорске открылся пионерский лагерь Ижорского завода «Искорка». В 1950 году под руководством Н. Н. Десятовой на заводе заработала первая машиносчётная станция с перфораторами.
Детальный проект планировки и застройки центральной части Колпина, представленный 15 мая 1946 года архитекторами Жуковской, М. А. Шепилевским и Магид, был принят. Восстановлением и промышленным и жилищным строительством занялся «Ижорстрой». В его состав вошли 400 человек, прибывшие в июле 1944 года из Омска, от строительных организаций Наркомстроя по распоряжению ГКО. После снятия блокады помещений, годных для жилья, осталось чрезвычайно мало. С 1947 года по начало 1950-х годов в связи с нехваткой кирпича идёт строительство шлакоблочных домов поточным методом, используется материал на основе шлака мартеновских печей. В 1951—1955 годах было построено 49 многоэтажных (4-5 этажей) и 62 малоэтажных (2-3 этажа) дома. Большинство из них было построено вдоль улиц Ижорская, Вавилова, Социалистическая. Во второй половине пятидесятых годов так называемыми «сталинскими» домами был застроен квартал, ограниченный улицами Веры Слуцкой, Павловская, Западная и проспект Ленина. Всего за послевоенные годы к 1957 году для трудящихся завода построено около 120 тысяч квадратных метров жилья, однако качество жилья вызывало недовольство жителей. Были построены сотни частных домов. С начала 1960-х годов началось массовое строительство панельных домов («хрущёвки»).
В 1950-х годах город полностью восстановлен и благоустроен. Построены ансамбль Привокзальной площади, жилые дома, дворец культуры «Ижорский», кинотеатр «Пламя», заложен Парк культуры и отдыха. Открыты памятники В. И. Ленину (1957), воинам Ижорского батальона (1959), мемориал на Балканском воинском кладбище (1966), мемориал Ижорский таран (1967), мемориал на братской могиле воинов (захоронено 888 человек), павших в Великой Отечественной войне (1983), А. Д. Меншикову (1997).
В 1956 году первые 30 автобусов ЗИС-155 стали обслуживать 10 внутригородских и пригородных маршрутов. В 1960 году был открыт парк Культуры и отдыха им. 40-летия ВЛКСМ на острове — месте бывшей деревни Мокколово. А с 1961 года началась газификация. В 1958 году в Колпине имелась широкая сеть торговых предприятий: 12 продуктовых магазинов, два промтоварных, мебельный, посудно-хозяйственный, культтоваров, две керосиновые лавки. Работали два швейных и два обувных ателье, два фотоателье и часовая мастерская. В 1960—1970-х годах на проспекте Ленина были открыты книжный магазин, мебельный магазин «Ясень», магазин спорттоваров и «Детский мир», кафе-мороженое. В начале семидесятых годов здание бывшей фабрики-кухни было перестроено под ресторан «Ижора». В конце 1960-х годов были построены водопроводная и канализационная станции. В 1964 году телефонная сеть города и заводская Автоматическая телефонная станция были соединены с Ленинградом. В 1969 году введена в строй первая очередь городской АТС. Со вводом в 1985 году новой АТС в городе была решена проблема телефонизации.
После войны на территории города было построено несколько новых предприятий: Комбинат строительных материалов (1959, в 1974 году вошёл в объединение Колпинский комбинат строительных материалов), завод «Сантехарматура» (1961, в дальнейшем переименован в Литейно-механический завод), Домостроительный комбинат № 5 (1962), завод «Стройполимер» (1968), Колпинская швейная фабрика (1971, в 1976 году вошла в состав швейного объединения имени М. М. Володарского).
В 1958 году в восстановленном и реконструированном здании бывшего Зимнего театра открылся широкоэкранный кинотеатр «Пламя» с двумя залами. Колпино и Ижорский завод несколько раз становились сценическими площадками при съёмках художественных фильмов. Это «Рабочий посёлок» (1965, Ленфильм, режиссёр Владимир Венгеров), «Угол падения» (1969, Ленфильм, режиссёр Геннадий Казанский). Режиссёром Геннадием Казанским был снят в 1971 году фильм «Ижорский батальон». С 1965 года Колпино стало побратимом финского города Раума. В 1967 году был открыт первый музей города — музей Ижорского завода. В 1968 году началась реконструкция заводского стадиона. На базе хоккейной секции при участии хоккеиста и тренера Николая Пучкова в 1980 году был создан хоккейный клуб «Ижорец» (с 2003 года — «Локомотив-Колпино»). С 1981 года «Ижорец» — участник первенства СССР в первой лиге. В 1985 году вступил в строй плавательный бассейн с двумя чашами, вышками и трамплином для прыжков в воду.
27 октября 1976 года родился 100-тысячный житель города Колпино. С начала 1970-х годов начинается массовое жилищное строительство в южной части города на левом берегу Ижоры. В основном строили 9-этажные панельные дома. Деревянные дома подлежали сносу. В 1980-е годы основные строительные работы велись на правом берегу Ижоры. В 1977 году был открыт семипролётный мост через Ижору шириной 20 метров. Это самый длинный в Колпине мост, длина которого составила 250 метров. Он соединил Пролетарскую улицу с улицей Ремизова.
- Колпино в советское время
- Здание Двадцать шестого магазина (ныне Дом торговли) на улице Труда. 
Фото 1920-х годов
- Вид на Заводоуправление в створе проспекта Ленина. Слева новый дом для рабочих 
Ижорского завода. Фото 1937 года
- Здание Райисполкома, украшенное к 19 годовщине Великого Октября. Вдали колокольня Собора Святой Троицы. Фото 1936 года
- Результаты массированных бомбёжек Ижорского завода. Немецкая аэрофотосъёмка. 1941 год

### Современный период
С началом перестройки в Колпине активизировалась демократическая общественность. Во время выборов 1989 года народных депутатов СССР жители района забаллотировали выдвиженца от КПСС председателя Ленгорисполкома В. Я. Ходырева. Во время демонстрации 7 ноября демократические силы выступили отдельной колонной (несколько сот человек) со своими лозунгами, среди которых — «Вечная память жертвам Октября!», «Чему будем кричать „Ура!“?», «Долой сановников на трибунах!».
В 1988 году был открыт театрально-концертный зал Дворца культуры и техники на 780 мест. Здесь же в 1991 году разместился Музей истории Ижорских заводов. В 1991 году постановлением Ленгорисполкома здание кинотеатра «Заря» было возвращено Русской православной церкви. В апреле 1991 года был отслужен первый благодарственный молебен. Началась реставрация церкви Вознесения Господня.
В 1994—1996 годах были введены первая и вторая очереди новых головных водопроводных сооружений в посёлке Корчмино. С конца 1990-х годов много сил было потрачено на благоустройство города. Успехи были отмечены на Всероссийских конкурсах на звание «Самый благоустроенный город в России» в 2001 и в 2002 годах, на которых Колпино занимало второе место среди городов-участников с численностью населения от 100 до 300 тысяч жителей. В 1990-х годах на западной окраине Колпина была построена детская городская больница № 22, зубопротезное отделение стоматологической поликлиники № 18, второй корпус поликлиники на Павловской улице, большое двухэтажное здание нового колпинского морга.
К югу от Заводского проспекта на полях совхоза Детскосельский (территория Пушкинского района) весной 2007 года началось строительство нового малоэтажного жилого района для военнослужащих «Новая Ижора». На площади 2,85 км² должно быть построено около 6 тысяч домов, общей площадью жилого фонда 500 тысяч м² с полной инфраструктурой.
В 2011 году городу Колпино «за мужество, стойкость и массовый героизм, проявленные защитниками города в борьбе за свободу и независимость Отечества» присвоено почётное звание Российской Федерации «Город воинской славы». В 2014 г. выпущена памятная десятирублёвая монета «Колпино» в серии «Города воинской славы». Новая подводная лодка, сработанная на заводе Адмиралтейские верфи в 2014—2016 годах, названа в честь города воинской славы Б-271 «Колпино».
В ноябре 2010 года на площадке Ижорских заводов был открыт завод «ММК-Интеркос» по поставке штампованных комплектующих производителям автомобилей и бытовой техники. Принадлежит Магнитогорскому металлургическому комбинату, инвестиции составили около 4 млрд рублей, мощность — 250 000 т в год.

- Колпино - город Воинской славы
- 10-рублёвая монета из серии «Города воинской славы» Рельефное изображение герба города Колпино, по окружности имеются надписи: в верхней части — на ленте «ГОРОДА ВОИНСКОЙ СЛАВЫ», в нижней части — «КОЛПИНО».
- Колпино — город воинской славы. Марка России, 2014.
- Памятная стела «Город воинской славы»

### История названия
Существует несколько версий названия города:
- Научная — из балтийско-славянского колпь — дикий гусь, лебедь, колпица — молодая самка лебедя (лебёдушка).
- Легенда — Пётр I в этом месте споткнулся о сосновый кол (пино — по-фински «болото»)[87].

В соответствии с правилами русского языка (строгой литературной нормой) слово «Колпино», как и другие русские, славянские и славянизированные географические названия на «-ино», а также «-ово», «-ево», «-ёво» и «-ыно», склоняется (см., например, книгу 1960-х годов: «В Колпине, от Колпина»). Если имеется родовое слово, то правильно не склонять: из города Колпино; если родового слова нет, то возможны оба варианта, склоняемый литературный и несклоняемый разговорный: в Колпине и в Колпино. В образцовом литературном стиле (со сцены, с телеэкрана, в радиоречи) эти формы следует склонять. В настоящее время в свободном (разговорном) употреблении функционируют оба варианта, как склоняемый, так и несклоняемый варианты таких названий.

### Флаг и герб
Художник и геральдист А. А. Фадеев предложил на суд императора Александра III герб Колпина, который и был утверждён 23 сентября 1881 года.

«В серебряном щите — червлёный столб, обременённый тремя золотыми пламенами и сопровождаемый двумя чёрными узкими столбами. В вольной части — герб Санкт-Петербургской губернии. Щит увенчан червлёною башенною о двух зубцах короною и окружён двумя золотыми молотками, соединёнными Александровской лентой. … в червлёном щите золотой императорский скипетр на серебряных косвенно накрест положенных якоря и кошки (якорь о трёх концах)».
Три золотых пламени символизируют получение металла, горячую обработку металла, обжиг кирпича, всё это главные производства завода.
Николаевская железная дорога, проходившая через Колпино, представлена двумя чёрными вертикальными линиями. По правилам геральдики Российской империи три зубца, венчающих червлёную башню-корону, указывают, что это город, два зубца (в случае Колпина) — это посад. Посад, имеющий промышленное начало, что подсказывают два золотых молотка. Заслуги колпинцев перед Отечеством отмечены в гербе с помощью Александровской ленты.
Современный вариант герба города Колпино разработан колпинским дизайнером А. Л. Верди и был утверждён в июне 1998 года Колпинским городским советом, в марте 1999 года данное решение зарегистрировано Геральдической палатой (регистрационный № 422). Был утверждён герб, высочайше утверждённый императором Александром III 23 сентября 1881 года, без вольной части.
Флаг Колпина был разработан дизайнером Людмилой Смилгой и принят в 1999 году Муниципальным советом города Колпино. В основу флага был положен его герб.
Описание:
— Бело-красно-белое полотнище с отношением высоты к ширине два к трём, разделённое на три равные вертикальные полосы: белую, красную и белую. В красном поле изображено золотое пламя. Белые полосы разделены узкими чёрными полосами пополам.

### Известные уроженцы
- Михаил Андреевич Ларченко — капитан Советской Армии, участник советско-финской и Великой Отечественной войны, Герой Советского Союза (1940);
- Хрусталёв Дмитрий Юрьевич — российский актёр и телеведущий;
- Виктор Яковлевич Дробыш — российский композитор и музыкальный продюсер, заслуженный артист России (2010).

## Экономика

### Бюджет муниципального образования
Бюджет муниципального образования города Колпино в 2016 году составил: по доходам в сумме — 369 808,9 тысяч рублей; по расходам в сумме — 396 233,7 тысяч рублей, дефицит бюджета на 01.01.2017 года составил 26 424,8 тысячи рублей. Основные статьи дохода: безвозмездные поступления от других бюджетов бюджетной системы Российской Федерации (151 344,9 тысяч рублей), доходы от использования имущества, находящегося в государственной и муниципальной собственности (135 186,7 тысячи рублей), штрафы, санкции и возмещение ущерба (11 735,6 тысяч рублей), оказание платных услуг (6 450,0 тысячи рублей).

### Промышленность
Нынешнее Колпино — это развитый промышленный район Санкт-Петербурга. Здесь сосредоточено свыше тридцати крупных промышленных, транспортных и строительных предприятий. Более 80 % оборота всех организаций Колпина приходится на обрабатывающие производства, хотя в структуре предприятий обрабатывающие предприятия занимают лишь 17,1 %. Среди основных промышленных предприятий города:
- Ижорский завод (энергетическое машиностроение), входит в группу «Объединённые машиностроительные заводы».
- Ижорский трубный завод (принадлежит «Северстали»).
- Листопрокатный цех № 3 с широкополосным металлургическим станом «5000» (принадлежит «Северстали»).
- «Победа» — кирпичный завод Объединения «Победа ЛСР».
- «ОМЗ-Спецсталь» — является производителем металлургических заготовок из специальных сталей для атомного, энергетического, нефтехимического машиностроения и других отраслей промышленности, входит в группу «Объединённые машиностроительные заводы».
- «ИЗ-Картэкс им. Коробкова» с филиалом «Литейное производство» — производитель экскаваторов для горнодобывающей отрасли, отливок для судостроения, общего машиностроения, энергомашиностроения, горнодобывающей, металлургической, нефтехимической и других отраслей промышленности.
- «Кнауф Гипс Колпино» — завод по производству строительных материалов на основе гипса (принадлежит немецкой компании Knauf).
- «Кнауф ПЕНОПЛАСТ» — завод по производству строительной теплоизоляции, упаковки для бытовой техники из вспененного пенополистирола.
- Санкт-Петербургская Слюдяная фабрика — производитель электроизоляционных материалов на основе слюды.
- «ДиКом» — производство металлической мебели и стеллажей.
- «ДВК Стиль» — производство торгового оборудования и металлической мебели.
- «Стройполимер» — завод синтетических материалов и деталей.
- «Домостроительный комбинат № 5» — производство стройматериалов и строительство.
- «СУ-326» — строительство.
- «Колпин» — пищевой комбинат по производству замороженных полуфабрикатов.
- «ММК-Интеркос» — завод по поставке штампованных комплектующих производителям автомобилей и бытовой техники. Принадлежит Магнитогорскому металлургическому комбинату[86].
- «Руст-95» — завод по производству трубопроводной арматуры для нефте- и газопроводов, а также нефтеперерабатывающих заводов.

Также имеются предприятия лёгкой, пищевой промышленности и промышленности стройматериалов.

### Транспорт
В городе развитая сеть социальных автобусов (16 пригородных и 13 внутригородских маршрутов) и коммерческих маршрутных такси (20 маршрутов). Пригородные маршруты соединяют Колпино с Санкт-Петербургом (станции метро «Звёздная», «Купчино», «Рыбацкое», «Пролетарская», «Ломоносовская», «Шушары»), Пушкином, Павловском, Никольским, Ульяновкой, совхозом имени Тельмана, Войскоровом и другими населёнными пунктами Колпинского района.
Через Колпино проходит железнодорожная линия Санкт-Петербург — Москва, в черте города расположены станция Колпино и платформа Ижорский завод. Открытая в 1847 году станция Колпино — один из ключевых пусковых пунктов на трассе первой в России магистральной Николаевской железной дороги, первая остановка дальних поездов после тогдашней столицы Петербурга. Впоследствии — логистический узел для Ижорских заводов, сегодня обладающих собственной внутренней железнодорожной сетью. В 1930—1960-е гг. существовала пассажирская железная дорога Колпино — Пушкин.
2 сентября 2009 года было открыто продолжение Софийской улицы Санкт-Петербурга до Колпинского шоссе, позволившее разгрузить транспортные потоки на Московском и Петрозаводском шоссе. Осенью 2019 года было открыто продолжение Софийской улицы до вновь введённой платной трассы «Нева» с заделом на соединение с Заводским проспектом.
3 октября 2019 года к югу от Купчина состоялось открытие станции метро «Шушары», которая должна улучшить транспортную доступность Колпина (планы развития этого направления как метро, так и Софийской улицы восходят ко временам СССР). До новой станции из Колпина по магистральной Софийской улице стал ходить экспресс-автобус № 330, делающий по городу круг через открытый в 2016 году Оборонный мост.
С 2010-х гг. предлагаются разные варианты скоростного трамвая в Колпине — как со стороны метро «Шушары», так и до метро «Рыбацкое». Более поздние уточнения говорят о том, что первый проект пойдёт в сторону Пушкина, а по второму началось выделение участков.

### Торговля и сфера услуг
Сегодня Колпино насыщено объектами социальной и торговой инфраструктуры. Город активно осваивают крупные торговые сети, такие как «Пятёрочка», «Магнит», «О’Кей», «Перекрёсток», «Лента», «Дикси», «DNS», «Метизы», «М.Видео», и другие.
В Колпине возникла и существовала вплоть до апреля 2012 года своя сеть круглосуточных продовольственных магазинов «ВЕСТА». В городе построены торговые центры: «Гарант», «Нева», «Ока» (несколько крупных центров), «СВ». Построен крупный торгово-развлекательный центр «Меркурий».
Есть ряд небольших гостиниц «Пирамида», «Русь отель», «Уютная», «Берег», «Ингрия». Есть и своя служба бронирования номеров и апартаментов.
Колпино находится в зоне действия Телевизионной башни Ленинградского радиотелевизионного передающего центра. Телевизионный сигнал в городе также распространяется по кабельному телевидению (компания «ТКТ»). Абоненты имеют возможность смотреть в рамках социального пакета около 30 каналов (в том числе все общероссийские и общепетербургские). В октябре 2008 года эта сеть присоединена оптическо-волоконным кабелем к санкт-петербургской сети.
Город входит в зону покрытия сотовых операторов «Билайн», «МегаФон», «МТС», Yota и Tele2.

## Силовые структуры города
В Колпине имеются два отдела полиции, 20-й отряд государственной противопожарной службы, Колпинская воспитательная колония для несовершеннолетних (ФКУ Колпинская ВК УФСИН России по г. Санкт-Петербургу и Ленинградской области). С 2007 года в Колпине велось строительство Следственного изолятора № 1 (ИЗ № 47/1) УФСИН по Санкт-Петербургу (тюрьмы Кресты).
В городе располагается 346-й Краснознамённый спасательный центр МЧС России (в/ч 01630), предназначен для проведения аварийно-спасательных и других неотложных работ на территории Северо-Западного региона (размещается здесь с 1936 года).
Также на территории пляжа Ижорского пруда располагается водная спасательная станция № 18 (ул. Красная д.1/40), оказывающая поисково-спасательные работы на данном водоёме.

## Улично-дорожная сеть

### Планировка города
Город разделён на две части рекой Ижорой. Центром Колпино является плотина на реке (теперь это бульвар Свободы, до 1924 года — Плиты), до постройки Большого Ижорского моста — единственная переправа между берегами. С южной стороны плотина зажата разливом Ижоры, с севера — старой частью Ижорского завода (здесь сосредоточены здания, имеющие статус памятников промышленной архитектуры и градостроительства федерального значения).
Другой осью центра города является проспект Ленина (до 1918 — Царскосельский проспект), идущий на запад в сторону Московского шоссе (М10 E 105 «Россия»). Эта ось, объединяющая город и завод, была подчёркнута высотной доминантой города Колпино — церковью Святой Троицы (теперь другая доминанта — башня заводоуправления). Параллельно проспекту Ленина от реки до западных окраин города идут Финляндская улица (Сарафанная улица), Павловская улица (Сырой переулок) и Пролетарская улица (Посадская улица). Другой осью левого берега Ижоры является улица Веры Слуцкой (Павловский проспект), идущая от стен Ижорского завода на севере и до южных границ города. Параллельно ей идут бульвар Победы — Адмиралтейская улица, улица Братьев Радченко (Западная улица), Улица Красных Партизан и Фидерная улица — Улица Танкистов. Южнее Пролетарской улицы раскинулся жилой район, возникший в 1970-х годах. Он ограничен с запада и юга Заводским проспектом, с востока — рекой Ижорой.
Центральной осью правого берега Ижоры является Тверская улица, идущая с севера на юг к посёлку совхоза им. Тельмана и далее к Ям-Ижоре на Московском шоссе. Параллельно ей с запада идёт Соборная улица — Красная улица (Никольская улица) — улица Анисимова и с востока — Октябрьская улица (Воскресенская улица). От реки Ижоры до линии железной дороги Санкт-Петербург — Москва идут улица Правды (Крестовый переулок), улица Труда (Троицкая улица), набережная Комсомольского канала (Прямой канал), улица Тазаева (Спортивная улица), улица Ремизова (Крымская улица через Большой Ижорский мост является продолжением Пролетарской улицы), улица Ижорского Батальона и Оборонная улица.
В декабре 2016 года между Заводским проспектом и Оборонной улицей было запущено движение по Новому мосту через Ижору.
Особняком стоит находящийся к северо-востоку от железной дороги так называемый район Балканы и Красный Кирпичник. С запада он ограничен Загородной улицей (продолжение Соборной улицы), а с востока — Вознесенским шоссе, идущим по направлению к Петрозаводскому шоссе и реке Неве.
|                             |
| Панорама Вокзальной площади |

### Микротопонимы
- «Вертолёт» — пересечение бульвара Трудящихся и улицы Веры Слуцкой. В 1989 году на этом пересечении рядом с ПТУ-6 был установлен армейский вертолёт Ми-6, находившийся там до 1993 года[113]. В вертолёте располагался штаб Детского центра «Качур». Центр пытался создать в нём музей авиации, видеозал, пневматический тир. В начале 1990-х годов поступило предложение создать кафе, но руководитель центра от этого предложения отказался, после чего вертолёт дважды пытались поджечь, во второй раз вертолёт сгорел, затем его разобрали.
- «Горбатый мост» — выгнутый вверх мост через Комсомольский канал, ближайший к бульвару Свободы. Впервые это название упоминается в газете «Ижорец» от 1936 года[58].
- Микрорайон «Простоквашино» и скульптурная композиция героев одноимённого мультфильма в этом же районе: кот Матроскин, Шарик и почтальон Печкин[114].
- «Чухонка» — остров, на котором находится Парк культуры и отдыха им. 40-летия ВЛКСМ, там же — «взрослый пляж»[115].
- «Полтинник» — дом по адресу Павловская улица, 82. В советское время там располагался продовольственный магазин № 50[116][117].
- «БАМ» — дом 15 по Павловской улице. В 1980-е годы, во времена борьбы с алкоголизмом, в этом доме находился самый Большой Алкогольный Магазин города[116][117].
- «Военохот» — здание завода «Военохот № 4» по бульвару Трудящихся, 16[116].
- «Дом торговли», он же «26 магазин», он же «Двадцать шестой» — дом 7/5 по улице Труда. В советское время здесь был магазин № 26[116].
- «Комиссионный», «Комис», «Комок» — дом 9 по улице Братьев Радченко. В советское время здесь находился комиссионный магазин[116].
- «Кривой магазин» — магазин в доме 18/12 по проспекту Ленина. Здание имеет кривой фасад в плане[116].
- «Мороженица» — дом 7 по улице Братьев Радченко. В советское время здесь находилось кафе-мороженое[116].
- «Старый универсам» — несколько магазинов в одном здании, улица Веры Слуцкой, дом 89[116].
- «Новый универсам» — магазин по адресу Пролетарская улица, дом 60[116].
- «Сарай» — магазин по адресу бульвар Трудящихся, 35/1. В советские времена там располагался хозяйственный магазин[116].
- «Близнецы» — два магазина на проспекте Ленина, дома 9 и 10, очень похожие здания. В советское время там были: в доме 10 — продовольственный магазин и кулинария; в доме 9 — булочная и овощной магазин[116].
- «Булочная „Дубок“» — дом 52 по проспекту Ленина. В советское время в этом доме находилась булочная[116].
- «Зенитка» — район памятника «Ижорский таран» (по установленному там зенитному орудию)[116].
- «Инженерные дома» — № 23 и 27 по Советскому бульвару (до революции там жили инженеры Ижорского завода)[116].
- «Фидерная» — перекрёсток проспекта Ленина и улицы Танкистов и выходящая на него улица. Названы по названию электрической подстанции находящейся рядом[116].

## Преступность
На окраине Колпина находится следственный изолятор «Колпино», куда переехали знаменитые «Кресты», и Колпинская воспитательная колония.
В 2007—2008 гг. правозащитные организации отмечали, что руководство Колпинской воспитательной колонии берёт взятки с воспитанников, угрожая им расправами и преследованиями, тем самым провоцируя беспорядки и бунты в колонии.
Известность получила местная банда «Колпинские налётчики», нападавшая на известных жителей Петербурга с целью ограбления.
Неоднозначной фигурой, связанной с криминальным миром, являлся колпинец и петербуржец Р. И. Цепов.
Глава муниципалитета Колпино В. П. Иванов был арестован в сентябре 2016 по обвинению в вооружённом разбое, совершённом 13 лет назад.
Сторонники Вадима Иванова считают, что дело сфабриковано, поскольку он хотел закрыть полигон Красный Бор. На связь между деятельностью Иванова против постройки мусороперерабатывающего завода и его последующим арестом указал О. Л. Митволь в своём обращении к генеральному прокурору России Юрию Чайке с просьбой провести проверку по факту обвинения главы Колпина Иванова. Противники Иванова указывают на его многочисленные связи с колпинской элитой и на то, что доказательства его невиновности также могли быть сфабрикованы.

## Культура и социальная сфера

### Учреждения образования и культуры
В городе 19 средних общеобразовательных школ и гимназий, 40 детских садов и яслей, Детский дом-школа № 27, Вечерняя школа № 170, Межшкольный производственный комбинат, учреждения дополнительного образования (Дворец творчества детей и молодёжи, Детская школа искусств имени П. И. Чайковского (бывшая музыкальная школа), Детская художественная школа № 3). Кроме того, в городе действуют учреждения среднего профессионального образования: Ижорский колледж (бывшее ПТУ № 6, объединённое с бывшим Профессиональным училищем № 134), Академия промышленных технологий (бывший Металлургический техникум и Санкт-Петербургский политехнический колледж), Санкт-Петербургское специальное профессиональное училище (детская колония УС 20/5).
В городе действуют Культурно-досуговый центр «Ижорский» (бывший ДК «Ижорских заводов») с театрально-концертным залом на 768 мест, Музей истории «Ижорских заводов», Дом культуры «Досуг», Дом молодёжи «Колпинец», Центральная районная библиотека имени М. Светлова и детская районная библиотека. На начало XXI века в Колпине остался один двухзальный кинотеатр «Подвиг» (до недавних пор было 3 кинотеатра).

- Детская школа искусств им. П. И. Чайковского
- Культурно-досуговый центр "Ижорский"
- Музей Ижорского завода
- Академия промышленных технологий

### Религиозные учреждения
В городе несколько православных церквей (относятся к Санкт-Петербургской епархии Русской православной церкви, входят в состав Колпинского благочиннического округа), один баптистский дом молитвы и одна Римско-католическая часовня:
- Церковь во имя Вознесения Господня (1897—1901, архитектор М. А. Андреев, проспект Ленина, 4), единственная церковь, сохранившаяся с царских времён (1920—1991 не действовала).
- Собор Пресвятой Троицы (архитектор С. И. Крюков, Адмиралтейская улица, 42).
- Церковь во имя Святителя Николая Чудотворца (1997—2000, архитектор Валентина Прокошина, на Колпинском новом кладбище, Колпинская улица).
- Церковь во имя Покрова Пресвятой Богородицы (2000—2003, архитектор Валентина Прокошина, при воинской части 01630 МЧС РФ, Вознесенское шоссе).
- Евангельская христианская баптистская церковь (1999, Октябрьская улица, 6).

- Храмы Колпина
- Церковь святителя Николая Чудотворца и Собор Пресвятой Троицы
- Церковь Вознесения Господня
- Церковь Святителя Николая Чудотворца 
на Колпинском новом кладбище
- Церковь Евангельских христиан-баптистов

### Памятники города
В городе расположено множество памятников, памятных знаков, мемориальных досок. Наиболее значимыми из них являются:

- Здания «Адмиралтейских Ижорских заводов» (архитектор Вильям Гесте, инженеры Гаскойн К. К. и Вильсон А. Я.), памятник архитектуры федерального значения. Западный фасад здания заводоуправления состоит из нескольких каменных зданий, расположенных на одной линии. В центре находится главная контора, по бокам — двухэтажные здания, расположенные симметрично по отношению к доминанте. К памятникам относятся: плотина главная № 1 с подпорной стеной (ΧVIII век, 1803—1805); канал водоотводный (прямолинейный) с мостом-плотиной № 3 (1807); мастерская модельная и гвоздильная (1818, 1829, 1869 и 1886 (перестройка)); мастерская цепопробная (1827, 1835(перестройка)); ограда на подпорной стене главной плотины (1831—1835); корпус сталелитейный (1853, 1873); корпус цепных кузниц (фрагменты) (1809—1813, 1830—1835(реконструкция), начало ΧΧ века(пристроена электростанция)); якорный завод (1803—1806, 1825—1829, 1853 (перестройка)); заводы молотовой и плющильный (1804—1809, 1835, 1850-е (перестройка)); канал водоотводный (криволинейный) с мостом-плотиной № 2 (1803—1805); контора заводская (1804—1808, 1866—1877, 1901 (перестройка)); бассейн с разводным мостом (1803—1805); газгольдер (1848—1853)  памятник архитектуры (федеральный)

- Памятник красногвардейцам Колпина (1937, скульптор Е. Г. Захаров)[125]. Скульптура красногвардейца установлена на постаменте, высота памятника — 15 м, высота фигуры — 3 м. Через плечо перекинута пулемётная лента, на поясе висят гранаты, правая рука со сжатым кулаком высоко поднята, в левой руке винтовка. Надпись-посвящение: «Отважным бойцам Красной гвардии, отдавшим свою жизнь в борьбе за дело пролетарской революции. Никогда не умрёт память о Вас в Советском народе, никогда не погаснет наша ненависть к врагам народа». исторический памятник (региональный)
- Ансамбль Вокзальной площади (1950-е, архитекторы М. Я. Климентов, М. А. Шепилевский, А. И. Гегелло и другие). Ансамбль зданий, обрамляющих площадь полукругом, стал своего рода визитной карточкой Колпина. Особо выделяется спроектированный Климентовым дом с башней (1954) на углу с Комсомольским каналом[126]. Башню завершает шпиль, увенчанный звездой в обрамлении лавровых и дубовых ветвей. Стены башни украшают барельефы, повествующие о трудовых и ратных подвигах колпинцев. На углах квадратной балюстрады башни установлены фигуры рабочего, олицетворяющего созидателя и строителя, защитника и творца нового мира, и женщины с лавровым венком Славы в руке — символа Матери-Родины. Барельефы и декоративные скульптуры для «дома со шпилем» выполнил Г. В. Беляев (1927—1996)[126][127].
- Памятник В. И. Ленину (1957, скульптор М. Г. Манизер). Высота памятника — 7 м, в том числе скульптуры — 3 м. 22 апреля 1957 г. на привокзальной площади[128] состоялся митинг[129], посвящённый дню рождения В. И. Ленина и открытию новый памятник В. И. Ленину. Вопрос о том, как у становить памятник: лицом к городу или к железной дороге — вызвал много споров. Считается, что решение об установке его лицом к железной дороге было принято после выяснения мнения ижорских рабочих. Вокруг памятника был разбит сквер с рядовыми посадками лип и группами сирени венгерской. В то время зданий, обрамляющих площадь, ещё не было. Впоследствии памятник вписался в окружающий ансамбль[130].
- Монумент воинам Ижорского батальона (1959, архитектор М. А. Шепилевский). Памятник представляет собой монументальную мемориальную стену, облицованную светлым пудостским камнем; центральная часть облицована полированным тёмно-красным гранитом. В дни торжеств зажигается огонь светильников, символизирующий память о подвиге колпинцев-ижорцев.

- Мемориал на Балканском воинском кладбище (1966, скульптор В. И. Гордон, архитектор О. Б. Голынкин). На кладбище захоронено 2784 человека, погибших при обороне колпинских рубежей. В 1974 году здесь был зажжён Вечный огонь (от мемориала на Пискарёвском мемориальном кладбище). исторический памятник (памятник местного значения)
- Мемориал Ижорский таран (1967, архитектор Ю. В. Комаров). Открыт памятник на 29-м км Октябрьской железной дороги. Он обозначает рубеж, на котором в 1941—1944 годах обороняли Колпино и Ленинград вместе с другими воинами Ленинградского фронта ополченцы Ижорского завода.

- Мемориал на братской могиле воинов, павших в Великой Отечественной войне (1983, скульптор А. В. Дегтярёв, архитектор О. Б. Голынкин). В сентябре 1941 года на этом месте было захоронено 888 советских воинов, погибших в годы войны. Реконструкция 1984 года на месте типового мемориала 1945—1946 годов. исторический памятник (памятник местного значения)
- Большой памятный крест (1996, авторы А. А. Селезнёв, В. И. Большаков). Открыт 29 августа на месте колокольни Свято-Троицкого собора в память жертв, погибших при первом артобстреле Ижорских заводов немецкой артиллерией 29 августа 1941 года.
- Памятник А. Д. Меншикову (1997, скульптор А. С. Чаркин)[131]. Автор проекта А. А. Селезнёв[132] для привлечения внимания сотрудников администрации и депутатов района к персоне герцога Ижорского (при поддержке главы района В. Д. Копосова) организовал бесплатные экскурсии в Меншиковский дворец. Сотрудники музея помогли А. Селезнёву убедить депутатов и общественность района в том, что А. Д. Меншиков сыграл решающую роль в возникновении Колпина. Так был открыт первый памятник Меншикову на берегу Ижоры. Взгляд Александра Даниловича обращён вверх по течению реки — туда, где когда-то стояли его пильные мельницы. Открытие памятника состоялось 12 сентября 1997 г. в парке на берегу реки Ижоры, напротив дома № 11 по Адмиралтейской улице[131].
- Памятный знак бронёвщикам Ижорских заводов[133] (1998, авторы — лётчики А. А. Селезнёв и А. А. Кузнецов). Установлен в день столетия со дня рождения М. И. Кошкина — генерального конструктора танка Т-34. Заслуга ижорцев при создание танка Т-34 велика — именно они разработали технологию создания литой брони, из которой, начиная с 1942 года делались башни танков на заводах Урала[134][135].
- Памятник героям мультфильма «Простоквашино» установлен в 2012 в одноимённом районе города. На лавочке сидят кот Матроскин и Шарик, а рядом стоит почтальон Печкин. Скульптурная композиция героев Э. Н. Успенского решена так, чтобы зрители могли расположиться на лавочке и сфотографироваться с любимыми героями[114].

- Памятник В. И. Ленину на Вокзальной площади (1957) скульптор М. Г. Манизер
- Памятник А. Д. Меншикову на Адмиралтейской улице
- Монумент воинам Ижорского батальона (1959) архитектор М. А. Шепилевский

### Здравоохранение

#### История здравоохранения
Первые 160 лет после основания Колпина (1722—1880-е) больницы в городе не было. Стационарная врачебная помощь стала оказываться с 1797 года в лазарете, но лечили только персонал завода. Тяжело больных женщин и детей мастеровых отправляли в Санкт-Петербург.
«Общественную больницу» начали строить в 1905 году. В новое здание на Царскосельском проспекте (ныне здание противотуберкулёзного диспансера на проспекте Ленина, 1/5) заводской лазарет переехал 17 апреля 1907 года, а первых пациентов больница приняла в 1908 году. Лечить стали не только рабочих и служащих предприятия, но и членов их семей. С этого же 1908 года лазарет стал именоваться больницей Ижорского завода.
В 1937 году население Колпинского района составляло 36,5 тысяч человек. В городской больнице уже было развёрнуто 200 коек, работало 20 врачей, 53 человека медработников среднего звена и 137 человек обслуживающего персонала. В том же 1937 году построили новое здание роддома на 90 коек (сейчас административный корпус больницы № 33).
В голодные годы блокады при постоянных обстрелах персонал 33-й больницы в полуразрушенном здании оказывал помощь жителям города и воинам, оборонявшим Колпинские рубежи.
Строительство нового больничного городка в Колпине началось во второй половине 1950-х годов. Терапевтический корпус был сдан к 1 января 1960 года, хирургический вступил в строй в 1962 году. В 1971 году построен родильный дом.
Детская больница в Колпине была открыта в 1949 году. Через 50 лет, в 1999 году, был создан музей истории Колпинской детской больницы, нашедший приют на окраине Колпина в детской городской больнице № 22.

#### Современное состояние
В настоящее время в Колпине работают следующие медицинские учреждения: городская больница № 33, детская городская больница № 22, две городских поликлиники (№ 71 и 95), две детских городских поликлиники (№ 51 и 54), станция скорой медицинской помощи, наркологический, кожно-венерологический, психоневрологический, туберкулёзный диспансеры, стоматологическая поликлиника № 18, ветеринарная станция, а также большое количество частных медицинских учреждений разного профиля.
На 2008 год ГУЗ «Городская больница № 33» — многопрофильный стационар, оказывающий медицинскую помощь жителям района и прилегающих территорий по различным специальностям во все дни недели в режиме больницы скорой неотложной помощи. В больнице развёрнуто 555 коек. Из них 43 койки дневного пребывания. В больнице работает 637 человек. Из них врачей — 122, средний медицинский персонал — 285 человек, фармацевтический персонал — семь человек, младший медицинский персонал — 94 человека. Медицинская деятельность осуществляется по 114 видам деятельности, на которые получена лицензия.
Среди районов Санкт-Петербурга Колпинский район занимает третье место по онкологическим заболеваниям, а также болезням органов дыхания среди детей. Болезнями лёгких страдают и подростки — показатель заболеваемости здесь почти в 1,5 раза выше среднегородского. Колпинские подростки, в частности, лидируют по такому экологически обусловленному заболеванию, как хронический ринит. Экологическую угрозу и опасность для здоровья людей представляет находящийся в непосредственной близости от Колпина полигон с токсичными отходами Красный Бор.

- Городская поликлиника № 71
- Детская городская больница № 22
- Противотуберкулёзный диспансер № 4

### Спорт
Главным спортивным объектом города является спортивно-оздоровительный комплекс «Ижорец» (до 2001 года принадлежал Ижорскому заводу). Комплекс культивирует 16 видов спорта — атлетизм, аэробика, баскетбол, волейбол, гидроаэробика, городки, греко-римская борьба, дзюдо (Чемпионом Европы, победителем крупных российских и международных соревнований по кикбоксингу являлся Виктор Шишко), картинг (в 1991 году открыл картодром; Анатолий Медведев — девятикратный рекордсмен страны, чемпион Европы и мира в командных соревнованиях), лёгкая атлетика, плавание (С 1998 года за сборную России выступал пловец Андрей Капралов — чемпион мира, многократный чемпион Европы и России, обладатель европейского рекорда, прыжки в воду (в 1985 году вступил в строй плавательный бассейн с двумя чашами, вышками и трамплином для прыжков в воду), теннис, футбол (футбольная команда «Ижорец» под руководством тренера О. М. Блинова в 1994 и 1995 годы становилась чемпионом Санкт-Петербурга), хоккей (работают детские хоккейные клубы «СКА-Газпромбанк» и «СКА-ХК им. Дроздецкого», входящие в академию ХК СКА) и другие. Самым ярким из колпинских хоккеистов стал Николай Дроздецкий — заслуженный мастер спорта СССР (1981), восьмикратный чемпион СССР (1980—1987), трёхкратный чемпион Европы (1981, 1982, 1985), двукратный чемпион мира (1981, 1982), обладатель Кубка Канады 1981 года, чемпион Олимпийских игр в Сараево (1984), лучший хоккеист страны 1984 года — далеко не полный перечень его титулов. Из Колпина вышли многие футболисты: Юрий Герасимов (чемпион СССР 1984 года), Владимир Казачёнок, Александр Панов, Алексей Стрепетов.
В городе работают две специализированные детско-юношеские спортивные школы олимпийского резерва по гребле и конькобежному спорту.

## Дипломатические связи
Город Колпино имеет дипломатические связи с этими городами и районами:
- Раума,  Финляндия (с 1965 года)[141].
- Хуайань,  Китай
- Орёл,  Россия (с 2010 года)
- Могилёв,  Беларусь.
- Друскининкай,  Литва.
- Муезерский район,  Карелия[142].

## Комментарии
1. ↑  Сейчас третья плотина находится за железнодорожным переездом, у старого Колпинского кладбища.